# الدبايه العليا (قفل شمر)

تعديل مصدري - تعديل

الدبايه العليا هي إحدى قرى عزلة الدانعي بمديرية قفل شمر التابعة لمحافظة حجة، بلغ تعداد سكانها 138 نسمة حسب تعداد اليمن لعام 2004.